# Danh sách câu lạc bộ bóng đá ở Mông Cổ
Sau đây là danh sách các câu lạc bộ bóng đá ở Mông Cổ, sắp xếp theo thứ tự bảng chữ cái.
- Erchim (đội UB Power Plant) (Ulaanbaatar)
- FC Ulaanbaatar (Ulaanbaatar)
- Khangarid (Erdenet)
- Khasiin Khulguud (đội Bank) (Ulaanbaatar)
- Khoromkhon (Ulaanbaatar)
- Selenge Press (Ulaanbaatar)
- Ulaanbaatar University (Ulaanbaatar)
- Ulaanbaataryn Mazaalaynuud (Ulaanbaatar)